# Bartomeu Lluís Ferrà i Juan
Bartomeu Lluís Ferrà i Juan (Palma, 1893 - Palma, 1946) fou un pintor, crític d'art i publicista mallorquí fill de Bartomeu Ferrà i Perelló. Va fer de la pintura l'eix de la seva vida, i també s'interessà per la crítica artística: es va dedicar al paisatge, amb un estil suau i delicat influenciat pel noucentisme, tot i que va intentar moure's equitativament entre l'academicisme i les avantgurades; com a crític, va treballar per a publicacions com el Correo de Mallorca o La Nostra Terra, sota el pseudònim Aidon.
Va fer la seva primera exposició el 1915, quan només tenia vint-i-un anys. Va residir a Miramar i, el 1917, s'instal·là a la Cartoixa de Valldemossa, a la cel·la de Chopin i George Sand. El mateix 1917 es casà amb Anna Maria Boutroux, i tots dos convertiren la cel·la en centre d'atracció turística. Fou promotor de la creació del Centre Autonomista de Mallorca (1930), participant de l'elaboració i discussió de l'avantprojecte d'Estatut d'Autonomia del 1931 i signà la Resposta als catalans. Els darrers anys de la seva vida es traslladà a Galilea. Va morir a Palma, a la casa on va néixer al carrer de Can Muntaner, el 4 de juny de 1946.
Va mantenir correspondència amb Joan Miró, Santiago Rusiñol, Josep Maria de Sagarra, Joan Ramis d'Ayreflor, Lluís Nicolau d'Olwer, Maria Antònia Salvà i molts d'altres, que es conserven en un epistolari ampli i ric de gran interés.

## Obra
Molts dels seus treballs mostren paisatges de Valldemossa i Galilea, i també de Son Serra i la Vileta. Va realitzar exposicions a les illes, a Barcelona, a Girona i a París. Destaquen una trentena d'aquarel·les de les antigues murades a partir d'un treball exhaustiu de recerca d'informació gràfica, vint-i-nou de les quals foren exposades el 1940 a les Galeries Costa i adquirides per l'Ajuntament.

## Publicacions
- Guía de Mallorca (1929)
- Chopin i George Sand a la cartoixa de Valldemossa (1930)
- El archiduque errante Luis Salvador de Austria (1948)[2]